# WASP-12 b
WASP-12 b est une exoplanète de type Jupiter chaud qui orbite en 1,09 jour autour de l'étoile WASP-12, située à environ 870 années-lumière (270 pc) du Soleil, dans la constellation du Cocher.
En septembre 2017, des chercheurs ayant utilisé le télescope spatial Hubble annoncent que WASP-12 b a un albédo inférieur à 0,064 (à 97,5 % de confiance), c'est-à-dire qu'elle absorbe plus de 94 % de la lumière incidente.

## Caractéristiques

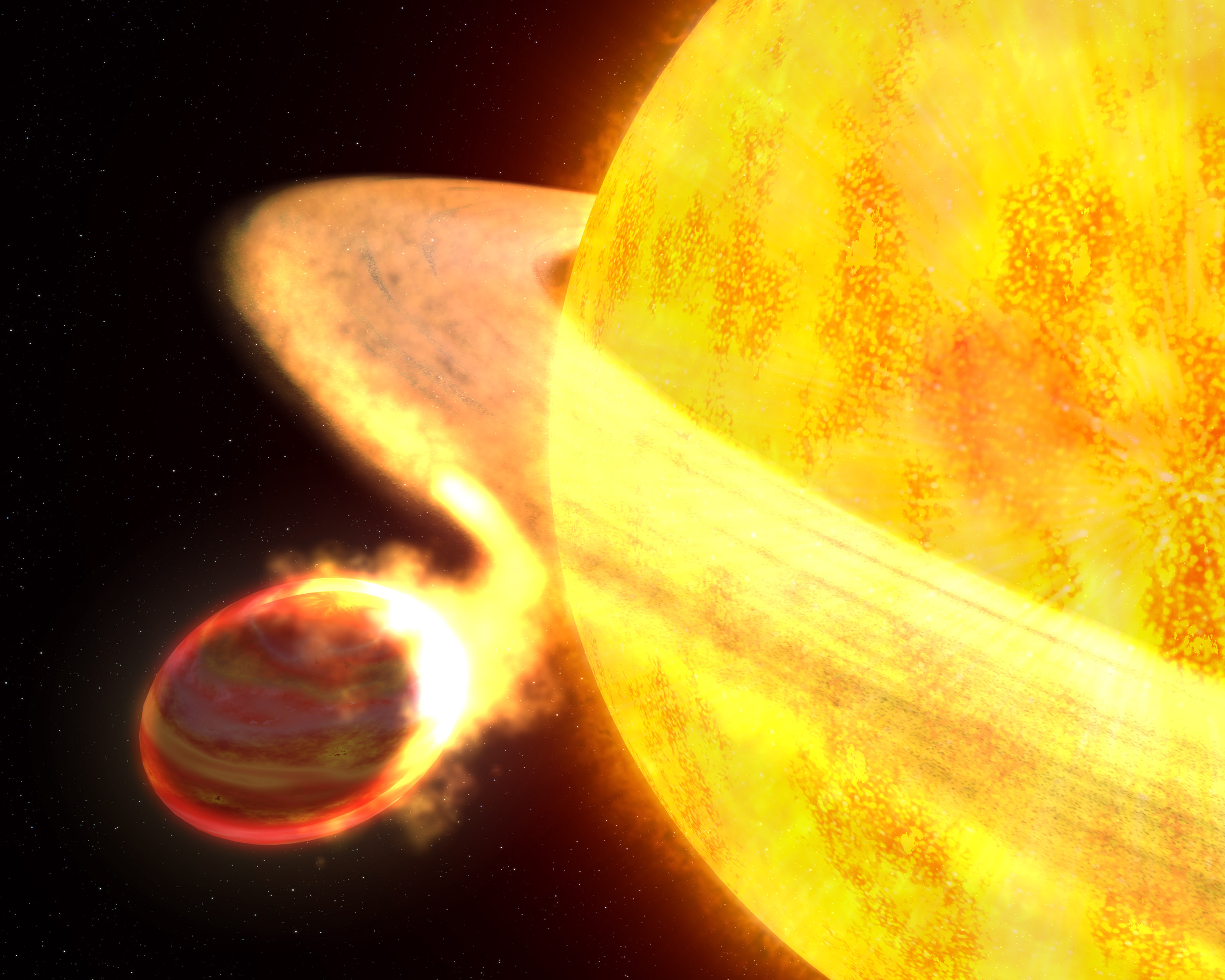
Vue d'artiste représentant WASP-12 b étirée et aspirée par WASP-12.

Il s'agit d'une géante gazeuse d'environ 1,4 masse jovienne et 1,8 rayon jovien, d'où une masse volumique inférieure à 0,33 gramme par centimètre cube. Elle possède un albédo géométrique particulièrement faible, probablement inférieur à 0,064 de 290 à 570 nm.
Cette densité particulièrement faible s'explique par sa température élevée, d'environ 2 525 K (2 250 °C), due à la fois aux forces de marée et à la grande proximité de l'étoile : WASP-12 b orbite en effet entre 0,021 8 et 0,024 UA (de 3,26 à 3,6 millions de kilomètres) de WASP-12, ce qui correspond à une excentricité orbitale inférieure à 0,05 : cette planète est si proche de son étoile qu'elle est étirée par les forces de marée de cette dernière de telle sorte qu'elle présente une forme ovoïde et que l'équivalent d'environ 10−7 MJ d'atmosphère est arrachée chaque année (terrestre) par l'étoile ; la planète aura ainsi été entièrement aspirée par l'étoile dans une dizaine de millions d'années seulement. Plus précisément, les observations du télescope spatial Hubble indiquent que, si la planète elle-même a une masse environ 40 % supérieure à celle de Jupiter, son atmosphère s'étend jusqu'à près de trois rayons joviens.

## Planète carbonée
Des observations publiées début 2011 indiquent que WASP-12 b présente un ratio carbone / oxygène plus élevé que celui du Soleil — ratio voisin de 1, à comparer à la valeur solaire de 0,54 — de sorte qu'il s'agirait d'une géante gazeuse carbonée et que des planètes carbonées pourraient s'être formées dans le système planétaire de WASP-12.

## Atmosphère
Sur WASP-12 b, le carbone et l'oxygène forment du monoxyde de carbone (CO) ; et du méthane (CH4) a aussi été détecté dans son atmosphère, mais d'autres planètes carbonées pourraient présenter un manteau riche en goudrons et carbures et une écorce riche en diamant et graphite.
Le 15 octobre 2014, une équipe de chercheurs dirigée par J. R. Burton annonce une potentielle détection de sodium dans l'atmosphère de la planète.

## Lunes
La théorie suggère qu'un Jupiter chaud n'a probablement pas de lunes, à cause d'un trop petit rayon de Hill et des forces de marée de l'étoile qu'il orbite, ce qui déstabiliserait l'orbite d'une lune éventuelle, et ce encore plus pour une lune plus massive. Donc pour la plupart des Jupiter chauds, tout satellite stable serait un corps de la grosseur d'un petit astéroïde.
Cependant, des observations de WASP-12 b suggèrent qu'il est l'hôte d'au moins une exolune massive[réf. souhaitée].